# Rivica
Rivica (en serbe cyrillique : Ривица) est un village de Serbie situé dans la province autonome de Voïvodine. Il fait partie de la municipalité d’Irig dans le district de Syrmie (Srem). Au recensement de 2011, il comptait 620 habitants.
Rivica est une communauté locale, c'est-à-dire une subdivision administrative, de la municipalité d'Irig.

## Géographie

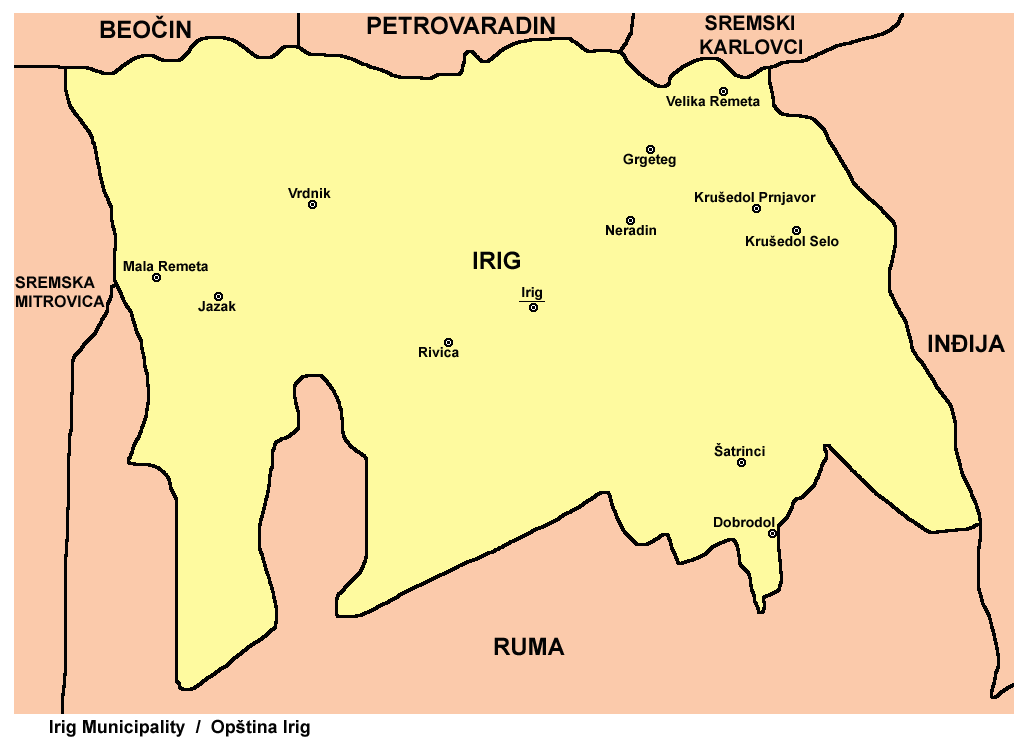
Localisation de Rivica dans la municipalité d'Irig

Rivica se trouve dans la région de Syrmie, au pied du versant méridional du massif de la Fruška gora. Le village est situé sur un plateau de lœss à proximité d'un ruisseau du nom de Borkovac. Il se trouve sur une route secondaire qui conduit de Bešenovo à Irig, le centre administratif de la municipalité.

## Histoire
Le secteur de Rivica était habité à la fin du Néolithique, comme en témoignent les vestiges d'une habitation ainsi qu'une meule et une hache de pierre mis au jour par les archéologues ; il était également habité à l'époque romaine. Le village actuel est mentionné pour la première en 1254, ce qui en fait l'une des localités les plus anciennes de la municipalité d'Irig. Encore mentionné en 1702, à une période où le secteur était autrichien, le village comptait 64 foyers en 1734 et, en 1766, 107 foyers. Des Serbes vinrent s'y installer en 1788, au moment de la révolte de la krajina de Koča contre les Ottomans. En 1795, il fut touché par la « peste d'Irig » qui ravagea une partie de la Syrmie ; il perdit 60 habitants et sa population stagna jusqu'en 1810. 
Pendant la révolution de 1848, le village envoya deux représentants à l'assemblée de mai qui se tint à Sremski Karlovci et où l'on vota la création de la voïvodine de Serbie, autonome au sein de l'empire d'Autriche. Cette période fut aussi marquée par l'abolition du servage dans le secteur et les paysans eurent alors le droit de racheter leurs terres. Après la dislocation de l'Autriche-Hongrie en 1918, le village, comme le reste de la Syrmie, fut rattaché au royaume des Serbes, Croates et Slovènes qui, en 1929, devint le royaume de Yougoslavie.

## Démographie

### Évolution historique de la population
| 1948 | 1953 | 1961 | 1971 | 1981 | 1991 | 2002 | 2011 |
| ---- | ---- | ---- | ---- | ---- | ---- | ---- | ---- |
| 797  | 819  | 800  | 743  | 674  | 633  | 657  | 620  |

|  |

### Données de 2002
Pyramide des âges (2002)
En 2002, l'âge moyen de la population était de 40,9 ans pour les hommes et 45,5 ans pour les femmes.
Répartition de la population par nationalités (2002)
En 2002, les Serbes représentaient 86,4 % de la population ; le village abritait notamment une minorité rom (2,9 %).

### Données de 2011
En 2011, l'âge moyen de la population était de 44,9 ans, 42,4 ans pour les hommes et 47,5 ans pour les femmes.

## Économie
L'agriculture est l'activité principale des habitants de Rivica. 80 % des 2 032 ha du village sont occupés par la culture des céréales, notamment le maïs ; on y cultive également le tournesol. On y produit aussi des légumes et des fruits, notamment du raisin.
Récemment, une partie des terres agricoles le long de la route Irig-Rivica a été convertie en terrains à bâtir, ce qui pourrait à terme créer une continuité urbaine entre les deux localités.

## Vie locale
Rivica abrite une école élémentaire qui est une antenne de l'école Dositej Obradović d'Irig ; les enfants achèvent leur scolarité élémentaire à Irig et poursuivent ensuite leurs études secondaires à Ruma ou à Novi Sad. À proximité de l'école se trouve une Maison de la jeunesse (en serbe : Dom omladine), où l'on organise des séances de cinéma ainsi que des spectacles artistiques et culturels. Le village possède un club de football, le FK Planinac.
Chaque année depuis 2002, à la fin du mois de janvier, ont lieu les « Jours du vin » (Dani vina), une manifestation organisée par la communauté locale d'Irig et l'office du tourisme de la ville ; centrée autour du vin et des travaux de la vigne, elle propose aussi des spectacles folkloriques. Une autre manifestation a lieu dans le village appelée les « Jours du melon » (Dani bostana).
Le village dispose d'un centre médical et de quelques magasins.

## Tourisme
Rivica conserve un moulin qui date de 1800 et qui est considéré comme un monument culturel « de grande importance » de la république de Serbie. Le village possède également une église orthodoxe serbe dédiée à Saint-Georges.

## Transport
Rivica est relié par autobus à Irig.